# Bazylika św. Jerzego w Pradze

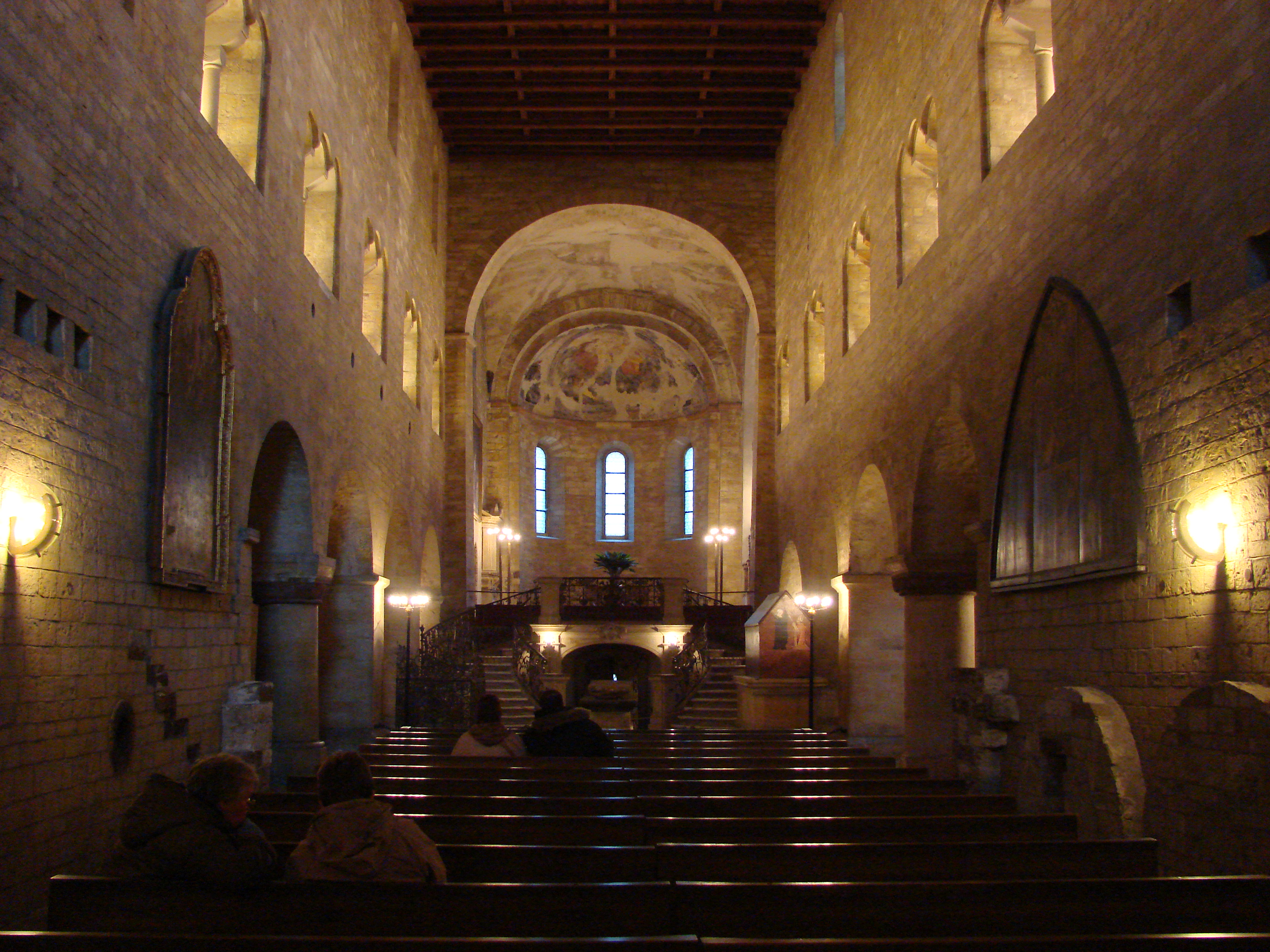
Wnętrze bazyliki

Bazylika św. Jerzego (cz. bazilika sv. Jiří) – romański kościół w Pradze, na zamku na Hradczanach.

## Historia
Pierwszy kościół w tym miejscu powstał ok. 920 z inicjatywy księcia czeskiego Wratysława I (tutaj zresztą pochowanego). 
Gdy w 973 ustanowiono w Pradze biskupstwo (katedrą została znajdująca się obok rotunda św. Wita), książę Bolesław II Pobożny zdecydował się na sprowadzenie tutaj sióstr benedyktynek i założenie ich klasztoru właśnie przy kościele św. Jerzego (zresztą jako pierwszego klasztoru na ziemiach czeskich). Pierwszą przełożoną zgromadzenia i inicjatorką jego założenia była siostra księcia Mlada. Klasztor stał się miejscem ważnym dla rodu Przemyślidów - tu wychowywano liczne córki książęce, niejeden raz kobiety z tej dynastii były przełożonymi na wzór Mlady. W związku z tymi wydarzeniami przystąpiono do budowy romańskich zabudowań klasztornych, a także do rozbudowy kościoła. Powstała romańska trójnawowa bazylika. Kolejna rozbudowa nastąpiła pod koniec XI w., kiedy kościół przedłużono i podwyższono, dodano empory nad nawami bocznymi, a także postawiono wieżę północną. Kościół zniszczony został podczas oblężenia Pragi w 1142 - podczas jego odbudowy postawiono drugą wieżę (południową), a także podwyższono poziom prezbiterium, umieszczając pod nim kryptę. Na początku XIII w. w przyziemiu wieży południowej utworzono kaplicę św. Ludmiły.
Po 1500 od strony południowej został wybudowany przez Benedykta Rejta renesansowy portal, w którego tympanonie przedstawiona jest scena walki św. Jerzego ze smokiem. Ok. 1670 zbarokizowano całkowicie zachodnią fasadę kościoła. W XVIII w. z kolei powstała kaplica św. Jana Nepomucena. W XIX w. dokonano rekonstrukcji romańskiego wnętrza kościoła.
Obecnie często odbywają się tam koncerty muzyki organowej.

## Najważniejsze zabytki
- drewniany grobowiec Wratysława I
- płyta nagrobna prawdopodobnie księcia czeskiego Bolesława II Pobożnego
- fragmenty fresków z XIII w.